# Вашконселуш, Луиш Мендеш де (губернатор)
Луи́ш Ме́ндеш де Вашконсе́луш (порт. Luís Mendes de Vasconcelos; годы жизни неизвестны, родился в Лиссабоне) — португальский военачальник, политик и писатель конца XVI и начала XVII века. Командор ордена Христа. Губернатор и главнокомандующий (порт. Capitão-General) в Анголе в 1617—1620 годы. Вошёл в историю португальской литературы как автор первой португальской работы по политической экономии Do Sítio de Lisboa (1608) и руководства по военному делу Arte Militar (1612).
Португальские источники отличают данного автора от военачальника Луиша Мендеша де Вашконселуша (1542/1543, Эвора — 1623, Ла Валетта, Мальта), 54/55-го великого магистра Мальтийского ордена.

## Передача имени
До реформы 1911 года встречались различные варианты орфографии. В XVII веке при отсутствии единой нормы и взаимозаменяемости графем i >< y, u >< v, s >< z, ll >< l использовались варианты Luiz, Lvis, Lvys, Luis, Luys; Mendez и Mendes; Uasconcellos, Vasconcellos и Vasconcelos.
При наименовании статей в португальских источниках встречался различный порядок имён:
- Luiz Mendes de Vasconcellos[1]
- Luis Mendes de Vasconcellos[2]
- Vasconcellos (Luiz Mendes de)[3]

в настоящее время общепринятое написание имени
- Vasconcelos, Luís Mendes de[4][5][6]

Несмотря на то, что согласно правилу португальско-русской практической транскрипции в современном русском языке принята орфография Мен Родригеш де Вашконселуш, О. А. Овчаренко использует вариант Вашкунселуш.

## Герб, родословная, краткая биография
По линии отца Луиш Мендеш принадлежал к знатному роду Вашконселушей, герб которого представлен в Гербовом зале Национального дворца в Синтре (№ 11): на чёрном поле французского щита три парных пояса, на каждом из которых чередуются волнистые полосы: серебряные верхние и красные нижние. На нашлемнике восстающий вооружённый лев с красным языком, несущий геральдические фигуры щита. Когти льва обагрены кровью.

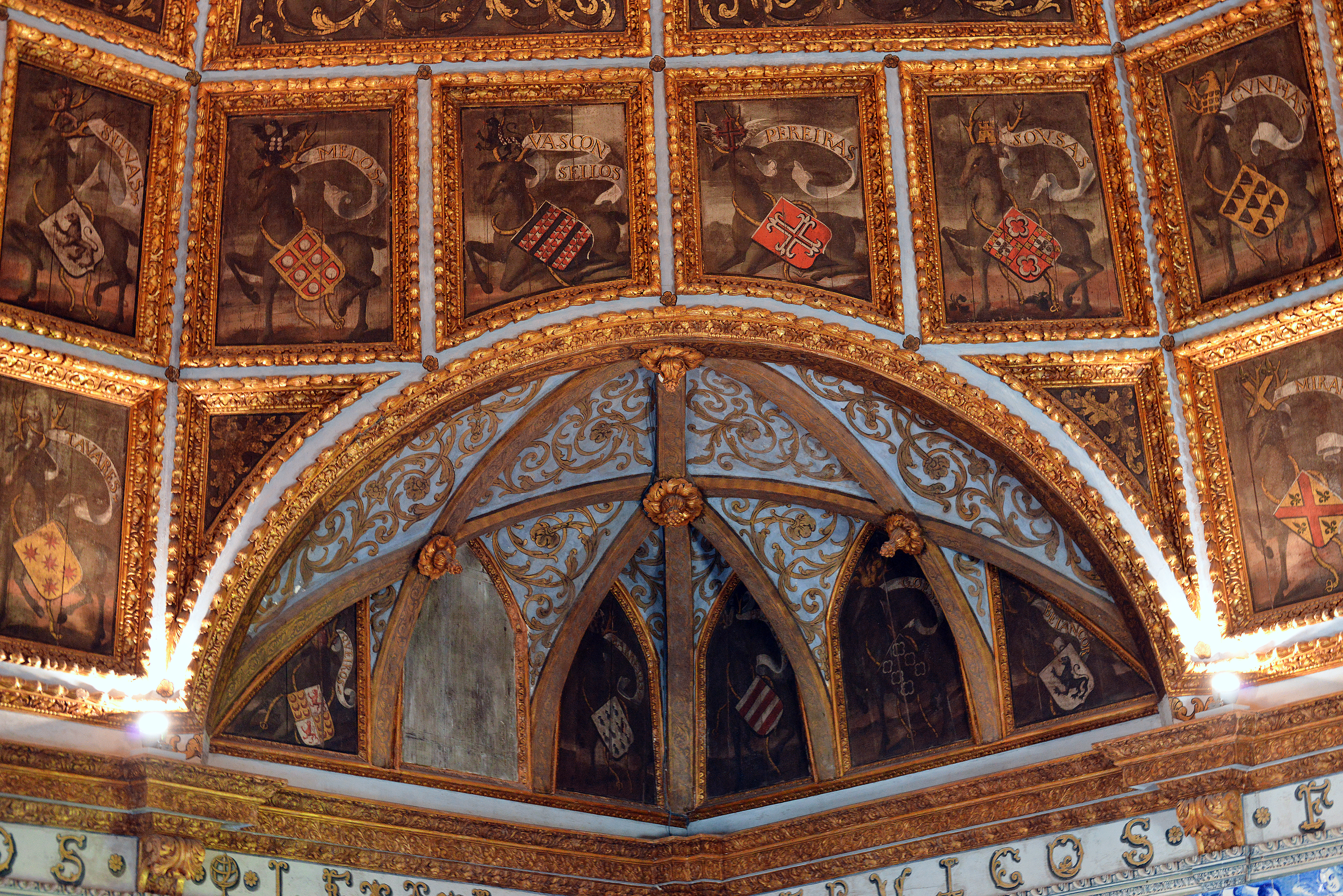
Герб Вашконселушей в Гербовом зале Национального дворца в Синтре

Луиш Мендеш де Вашконселуш родился в Лиссабоне в знатной семье с долгой и славной родословной. Португальские источники не указывают даты его рождения и смерти. Ещё в 1752 году Диогу Барбоза Машаду в третьем томе фундаментального библиографического справочника Biblioteca Lusitana указал на ошибку падре Фонсеки, обозначившего местом его рождения Эвору, а не Лиссабон. Столетие спустя эти сведения подтвердил И. Ф. да Силва. По данным португальских источников, Луиш Мендеш де Вашконселуш был сыном владельца майората Эшпоран Жуана Мендеша де Вашконселуша и командора военно-монашеского ордена Христа; по линии матери, Аны де Атаи́де, происходил из весьма знатного рода Атаи́де — его дедом был Антониу де Атаи́де, 1-й граф да Каштаньейра.
Как и отец, также был командором ордена Христа, избрал военную карьеру, неоднократно назначался командующим (capitão-mór) армадами (группы торговых кораблей при вооружённом сопровождении), направлявшихся из Португалии в Индию и обратно. В 1617 году был назначен губернатором новой колонии в Анголе. В Национальном архиве Торре ду Томбу хранятся его письма, адресованные королю Филиппу II Португальскому с описанием проблем данной заморской территории, в частности, освоения месторождения меди. Первое письмо вновь назначенного губернатора с просьбой предоставления требовавшегося воинского состава, вооружения, припасов, лошадей, и прочего датировано 1 января 1616 года. По его приказу Мануэл Сервейра Перейра возвёл крепость в Бенгеле. В 1621 году (или ранее, в 1620 году) передал управление территорией Жуану Коррейе де Соузе, отбыл в Португалию, где немногим позднее скончался.
И. Ф. да Силва предостерегал от того, чтобы, несмотря на ровестничество и одинаковые имена, писателя не отождествляли с братом Лиушем Мендешем де Вашконселушем, также португальцем, 54-м великим магистром Мальтийского ордена, жизнеописание которого издано на испанском языке. Кроме того, следует различать писателя, губернатора Анголы, от поэта и соавтора пародии на Песнь I «Лузиад» Камоэнса, выступившего под именем Луиша Мендеша де Вашконселуша.

## Основные публикации
А. П. де Лима, биограф 54/55-го великого магистра Мальтийского ордена, не упоминает ни одной его публикации. Луиш Мендеш де Вашконселуш, губернатор Анголы в 1617—1620 годы, известен своими двумя напечатанными сочинениями, не считая неизданных рукописей, в частности поэзии на португальском и кастильском языках и «Трактата о сохранении монархии в Испании».
- 1608 — Do sitio de Lisboa : Dialogo :  [порт.] / Lvys Mendez de Vasconcelos. — 1.ª ed. — Lisboa : na officina de Luys Estupiñan, 1608. — [8], 242, [22] p.
  - Do Sitio de Lisboa : Sua grandeza, Povoaçaõ, e Commercio, &c. / Dialogos :  [порт.] / Luiz Mendes de Vasconcellos / Reimpressos conforme a Edição de 1608. Novamente correctos, e emendados. — 2.ª ed. — Lisboa : Na Offic. Patr. de Francisco Luiz Ameno, 1786. — V, 210 p. (3.ª ed. 1803; 4.ª ed. 1924; 5.ª ed. 1975).

- 1612 — Arte militar dividida em tres partes. A primeira ensina a pelejar em campanha aberta; a segunda nos alojamentos; e a terceira nas fortificações. Com tres discursos antes da Arte. No primeiro se mostra a origem e principio da guerra e arte militar, e o seu primeiro auctor: no segundo a necessidade que d'ella tem todos os estados; e no terceiro, como se poderá saber e conservar. E uma comparação da antigua milicia dos Gregos e Romanos com a d’este tempo. Impressa no termo de Alemquer, na quinta do Mascotte. Por Vicente Alvares, 1612.

В прологе к Sitio de Lisboa автор указал, что Arte Militar он написал 10 годами ранее, то есть в 1598 году. В то время как работа по военному делу представляет большую редкость, «Диалоги о Лиссабоне» не утратили интереса публики, неоднократно переиздавались. Авторитетные португальские источники (библиографические и биографические справочники, А. Б. Фрейре в монографии о геральдике и португальских родословных, энциклопедический словарь Lello, А. Ж. Сарайва и О. Лопеш в «Истории португальской литературы», другие авторы, — все отмечали интерес, вызванный небольшой по объёму, но значительной по содержанию книгой Do Sítio de Lisboa.
Автор «Диалогов» предлагал лучший способ укрепления города путём возведения фортификационных сооружений, соединение каналом реки в Сакавене c рекой Алкантара для оптимизации судоходства, устройство садов, парков и огородов, а также мест развлечений. Автор пытался убедить Филиппа II, правившего Португалией испанского монарха, в преимуществах перенесения столицы королевства в Лиссабон. Данная работа была создана во время поиска новых моделей управления по примеру голландской при растущей конкуренции в области сахарной промышленности в условиях роста капитализма и зарождающейся буржуазии, заинтересованной в торговле на территориях колоний. Тогда при помощи иезуитов удалось заинтересовать корону в создании в Бразилии крупных компаний по примеру голландских. Исследование Мендеша де Вашконселуша считается одной из основных работ по политической экономии Португалии эпохи барокко. Книга включает два диалога, написанных в подражании «Законам» Платона и «Политике» Аристотеля. А. Б. Фрейре ссылался на предположение автора одной статьи о том, что задействованным в них персонажам соответствовали: Политику — 1-й граф Каштаньейра, дед автора; Философу — епископ дон Жерониму Озориу; Солдату — губернатор Индии Мартин Афонсу де Соуза. Однако, такая идентификация собеседников была указана гораздо ранее, в 1752 году. Писатель предлагал сократить военное присутствие на Востоке и свести его к минимуму для спасения торговли, критиковал захватнические умонастроения, осуждал грабительскую политику и монополию аристократии на экспансию, выступал за мирную колонизацию заморских земель и поощрение механизации колоний, в особенности в области сельского хозяйства. Всеми этими мерами Вашконселуш пытался обеспечить всевозможные экономические преимущества Лиссабона для гарантированной оптимизации его удобного географического положения. 

## Семья
Луиш Мендеш де Вашконселуш женился на Веатриш Калдейре (Beatriz Caldeira), от брака с которой помимо дочерей родилось два сына: Франсишку Луиш де Вашконселуш (Francisco Luís de Vasconcelos), губернатор острова Терсейра, и Жуан Мендеш де Вашконселуш (Joane Mendes de Vasconcelos), губернатор провинции Траз-уж-Монтеш, храбрый солдат и способный командир. Жуан Мендеш отличился в 1625 году в Бразилии при захвате Салвадора в Баие, затем в сражениях по восстановлению независимости Португалии при поддержке Жуана IV. Жуан Мендеш де Вашконселуш был сыном автора Do Sítio de Lisboa, но не 54/55-го великого магистра Мальтийского ордена. 